# Pro Patria

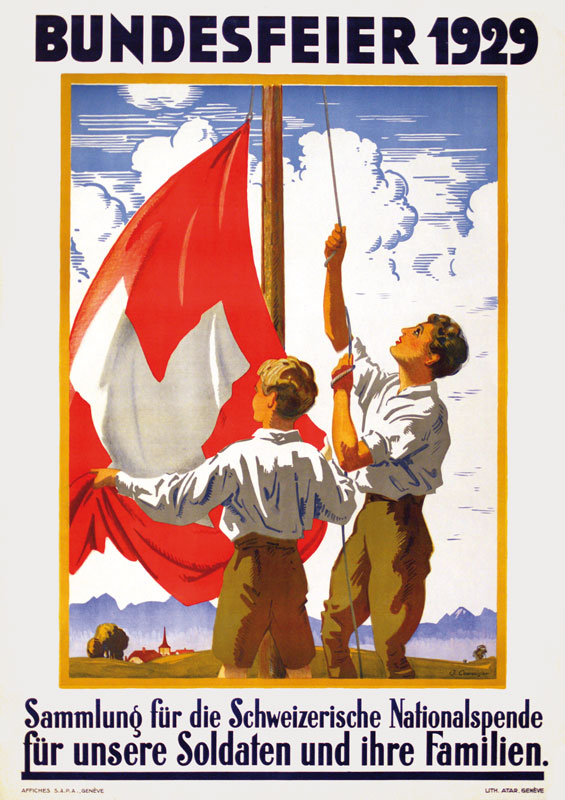
Plakat zum Bundesfeiertag 1929

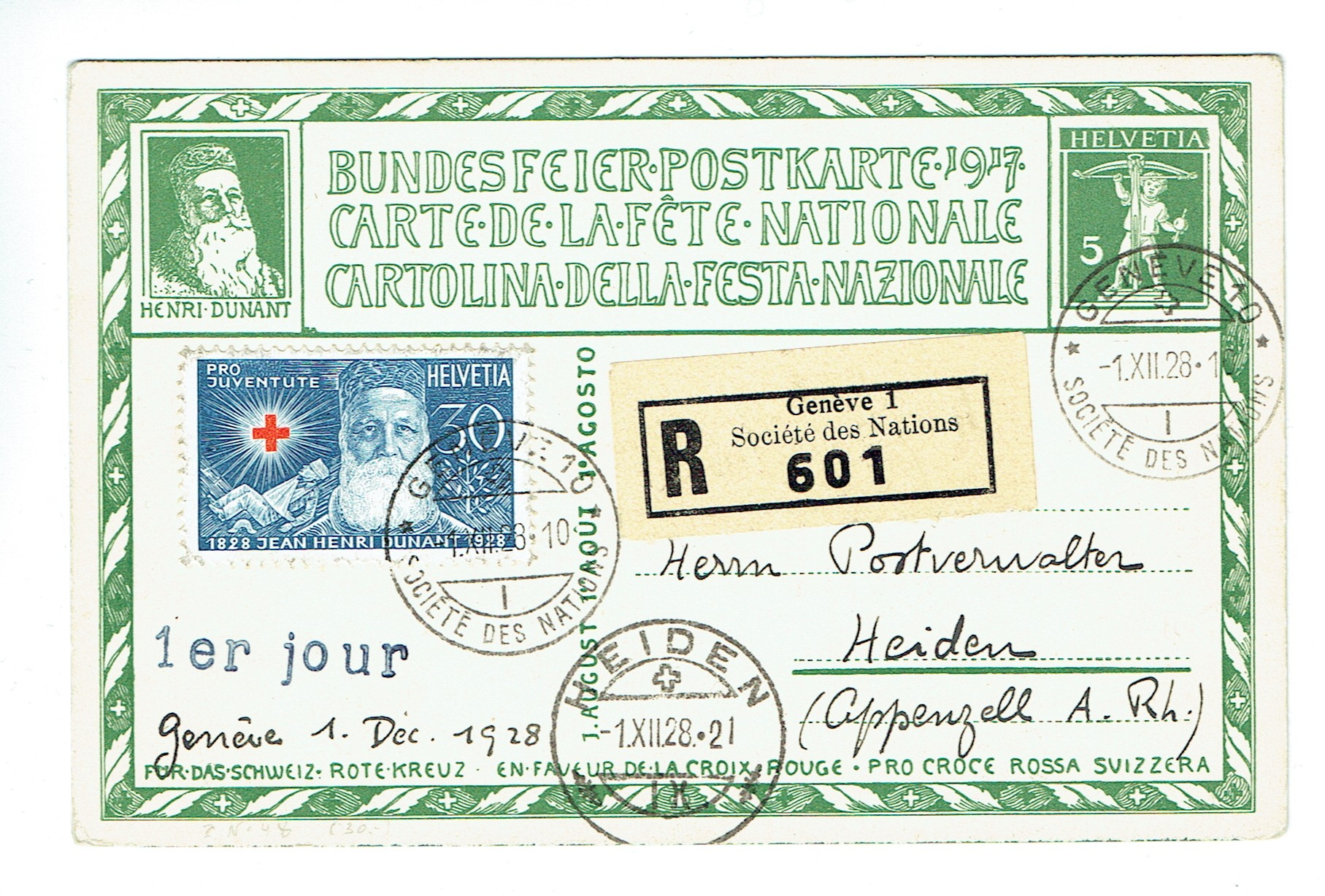
Bundesfeier-Postkarte zum 1. August 1917, der Erlös kam dem Schweizerischen Roten Kreuze zugute.

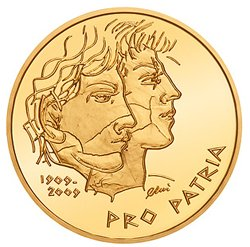
50-Franken-Goldmünze 100 Jahre Pro Patria, gestaltet von Hans Erni

Pro Patria Schweizerische Bundesfeierspende ist eine gemeinnützige schweizerische Stiftung. Sie finanziert sich in erster Linie durch den Verkauf von Pro-Patria-Briefmarken mit Wertzuschlag und den Verkauf von 1.-August-Abzeichen. Das Geld wird vor allem zur Förderung von Projekten der Kulturpflege, aber auch für soziale Zwecke verwendet. Allein ab dem Jahr 2000 wurden nach eigenen Angaben 2500 Projekte finanziert.

## Geschichte
Aus dem 1909 auf Initiative des St. Galler Kaufmanns Albert Schuster junior gegründeten Verein Schweizerisches Bundesfeierkomitee ging die Stiftung Pro Patria hervor. Seit 1910 werden Sammlungen zugunsten sozialer und kultureller Werke von nationaler Bedeutung durchgeführt, die ersten Jahre durch den Verkauf von Künstler-Postkarten. Bereits die erste Karte von 1910 hatte den Aufdruck «Pro Patria» enthalten, den späteren offiziellen Namen des Vereins. Der Sammlungszweck wurde in den ersten Jahren noch mit der Schweizer Regierung abgesprochen, in jenen Jahren, in welchen ein Sozialstaat noch kaum existierte, wurde das gesammelte Geld für Hilfe an Bedürftige verwendet. Von 1910 bis 1960 erschienen die Postkarten.
Die 1.-August-Abzeichen werden seit 1923 verkauft. Dies hatte das Problem der Mittelbeschaffung für an das Comitee herangetragene Begehren vorübergehend gelöst, doch wurde die Situation mit den unerfüllbaren Begehren in der Krise der 1930er-Jahre wieder dringlicher.
Die erste Sammlung von 1910 brachte 29'000 Franken ein. Die erste Postkarte von 1910 trug einen Markenaufdruck und schon aus einem Protokoll von 1916 geht hervor, dass das Comitee sich wünschte, «gediegene Postmarken» von «Rütli, Tellskapelle oder Schwyz mit den Mythen» herausgeben zu können. 1937 bekam ein Dr. Brandenberger beim Bundesfeierkomitee nach einer Vernehmlassung der PTT zu hören, dass das Gesuch gute Aussichten hätte, nur, um ein halbes Jahr später eine Ablehnung des Bundesrats mitteilen zu müssen. Eine Verständigung mit der Pro Juventute, welche über das Privileg der Mittelbeschaffung über Sondermarken verfügte, führte zu einer Bundesfeiermarke mit gemeinsamer Beteiligung am Erträgnis. Am 21. März 1938 teilte der Departementsvorsteher Marcel Pilet-Golaz mit, dass der Bundesrat der gemeinsamen Herausgabe zugestimmt hatte, für zwei Jahre wurde die Bundesfeiermarke von der Generaldirektion PTT herausgegeben und vereinbart, dass die Mitarbeiter der Pro Juventute «nach bestem Können» den Vertrieb der Bundesfeiermarke fördern helfen.

## Ziele
- Erhaltung und Pflege von schweizerischem Kulturgut
- Erhaltung wertvoller Natur- und Kulturlandschaften
- Dauerhafte Einrichtungen zur Förderung des kulturellen Lebens
- Projekte, die soziale und kulturelle Ziele miteinander verknüpfen
- Projekte, die das Bewusstsein der Jugend für Schweizer Kultur fördern sollen.